# Vytfutia pallens
Vytfutia pallens is een spinnensoort uit de familie Phyxelididae. De soort komt voor in Borneo.